# 當子內親王
當子內親王（西元1001年(長保三年)－西元1023年(治安三年)），日本第六十七代三條天皇與藤原娍子皇后的第一皇女。長保三年生。寬弘八年，封為內親王。長和元年，為伊勢齋宮。長和三年前往伊勢，長和五年辭職。長和四年，與左京大夫藤原道雅有私情，三條天皇得知後大怒，當子內親王因此惴惴不安，自己剪斷頭髮出家。治安三年，薨，年二十三。

## 來源
- 大日本史卷之一百二 列傳第二十九 皇女三 （页面存档备份，存于）